# پاگودا

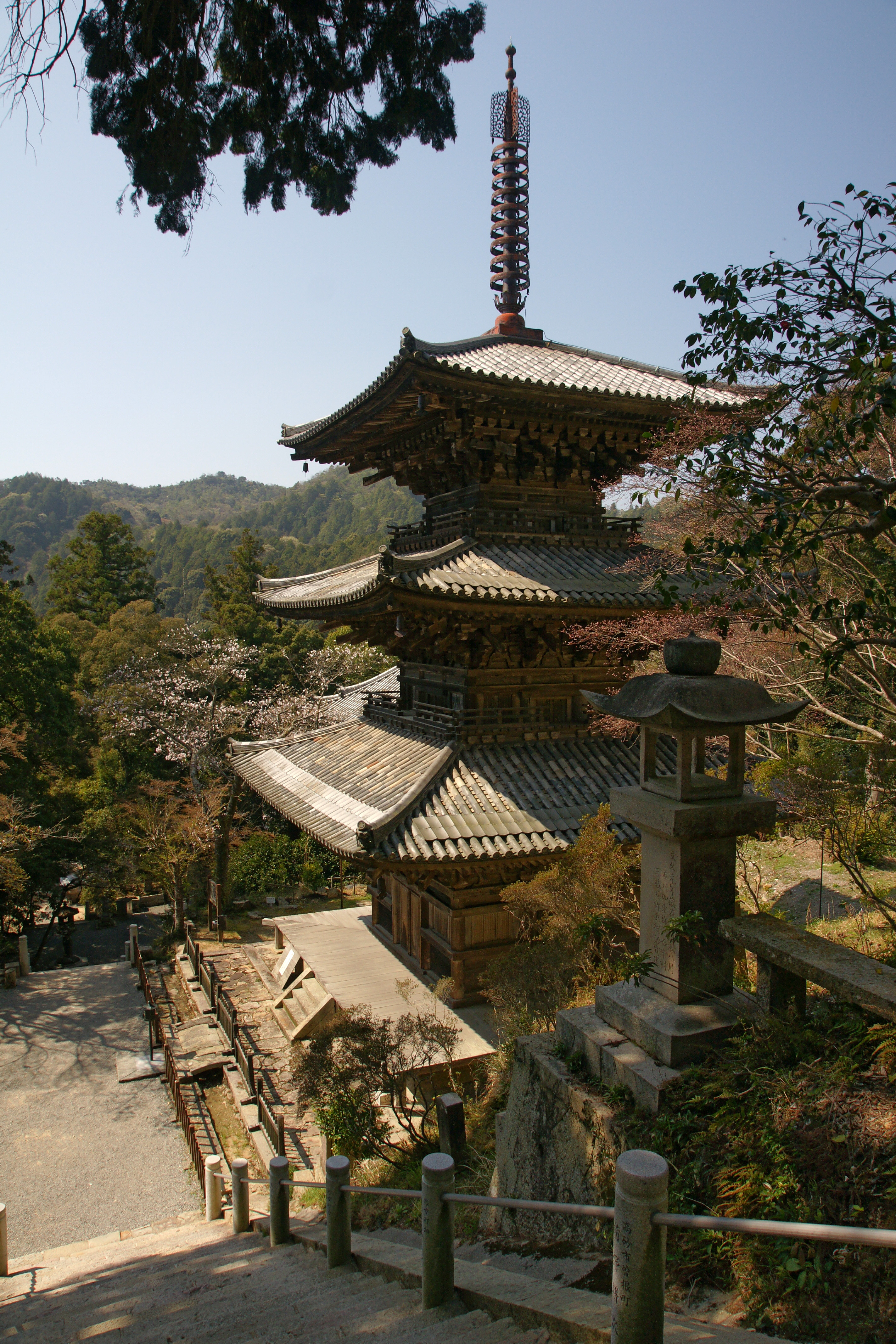
پاگودایی در ژاپن

پاگودا یک ساختمان مذهبی و به گونه‌ای برج می‌گویند با بام‌هایی چندلا و رده‌وار. این سازه‌ها که در ویتنام، چین، کره، ژاپن و دیگر کشورهای خاوری آسیا برپاست در اصل نیایشگاهی برای پیروان تائوئیسم بوده‌است. همچنین برخی پاگوداها برای بوداگرایی کاربرد دارند. پاگوداهای نوین تکامل‌یافتهٔ استوپاهای هندی باستان‌اند.
پاگودا به شکل برجی است چند طبقه. شمار طبقه‌های هر پاگودا همیشه فرد است زیرا سازندگان آن چنان می‌پنداشتند که عدد فرد مایه خوشبختی است. بیشتر پاگوداها معبد یا جزئی از معبد هستند. فکر ساختن پاگودا همراه با مذهب بودایی از هندوستان به جاهای دیگر آسیا رفته‌است. چینیان در شکل ساختمان پاگودا تغییراتی دادند. ژاپنی‌ها از شکل پاگوداهای چینی تقلید کردند و همین شکل است که بیشتر معروف است. پاگودای چینی هشت پهلو است. طره‌های پهن بالای هر طبقه رو به بالا برگشته است. به این طره‌ها غالباً زنگوله‌های کوچکی آویخته‌است که باد آنها را به صدا درمی‌آورد. پاگوداهای چینی را با آجر لعابی یا چینی می‌سازند. بیشتر پاگوداهای ژاپنی چوبی است. بعضی از پاگوداها را با طلا تزیین می‌کنند. بلندترین پاگودای جهان بر تپه‌ای نزدیک مرکز شهر رانگون پایتخت میانمار قرار دارد. نام آن پاگودای شوداگون است. همه دیوارهای این پاگودا که نزدیک صد متر ارتفاع دارد طلاپوش است.

## واژه‌شناسی
واژهٔ پاگودا که امروزه برای خواندن چنین سازه‌هایی در زبان‌های اروپایی کاربرد دارد از واژهٔ پارسی بتکده وام‌گرفته‌شده‌اند. همچنین این باور نیز هست که این واژه ریشه در واژهٔ سانسکریت بهاگاواتی به معنای خجسته داشته‌باشد.